# Naalddiktemeter

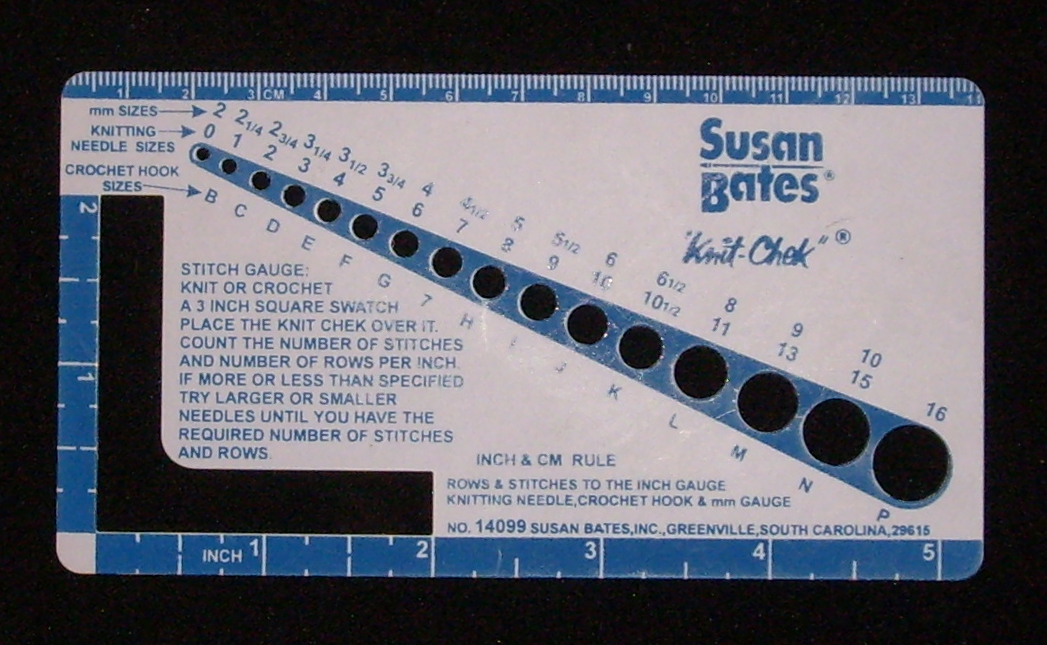
Een naalddiktemeter voor zowel Europese als Amerikaanse maten

Een naalddiktemeter is een meetinstrument dat wordt gebruikt om de maat van breinaalden en eventueel ook haaknaalden te bepalen. Naalddiktemeters zijn meestal gemaakt van plastic of aluminium en hebben ronde gaten van 2 mm tot 11 mm diameter of meer. Om de maat van een brei- of haaknaald te bepalen wordt deze door de gaten gestoken. Het kleinste gat waar de naald nog in past is de maat. De naalddiktemeter heeft daardoor een beperkte nauwkeurigheid.
Naalddiktemeters hebben vaak aan een zijde een liniaal om de grootte van een proeflapje van gebreide  stof te meten. Ook hebben ze soms een opening van bijvoorbeeld 5 of 10 cm om het aantal steken of breitoeren per 5 of 10 cm eenvoudig te kunnen tellen. Een naalddiktemeter kan ook voorzien zijn van een mesje om de draad af te snijden. 

## Normering afmetingen
De meeste haaknaalden en breinaalden hebben metrische maatvoering in millimeter. In de VS bestaan ook niet-metrische maatconventies. Een haaknaald van 4,0 mm wordt dan bijvoorbeeld aangegeven door de codering G / 6 of een F / 5. Sommige naalddiktemeters kunnen beide systemen aangeven.   

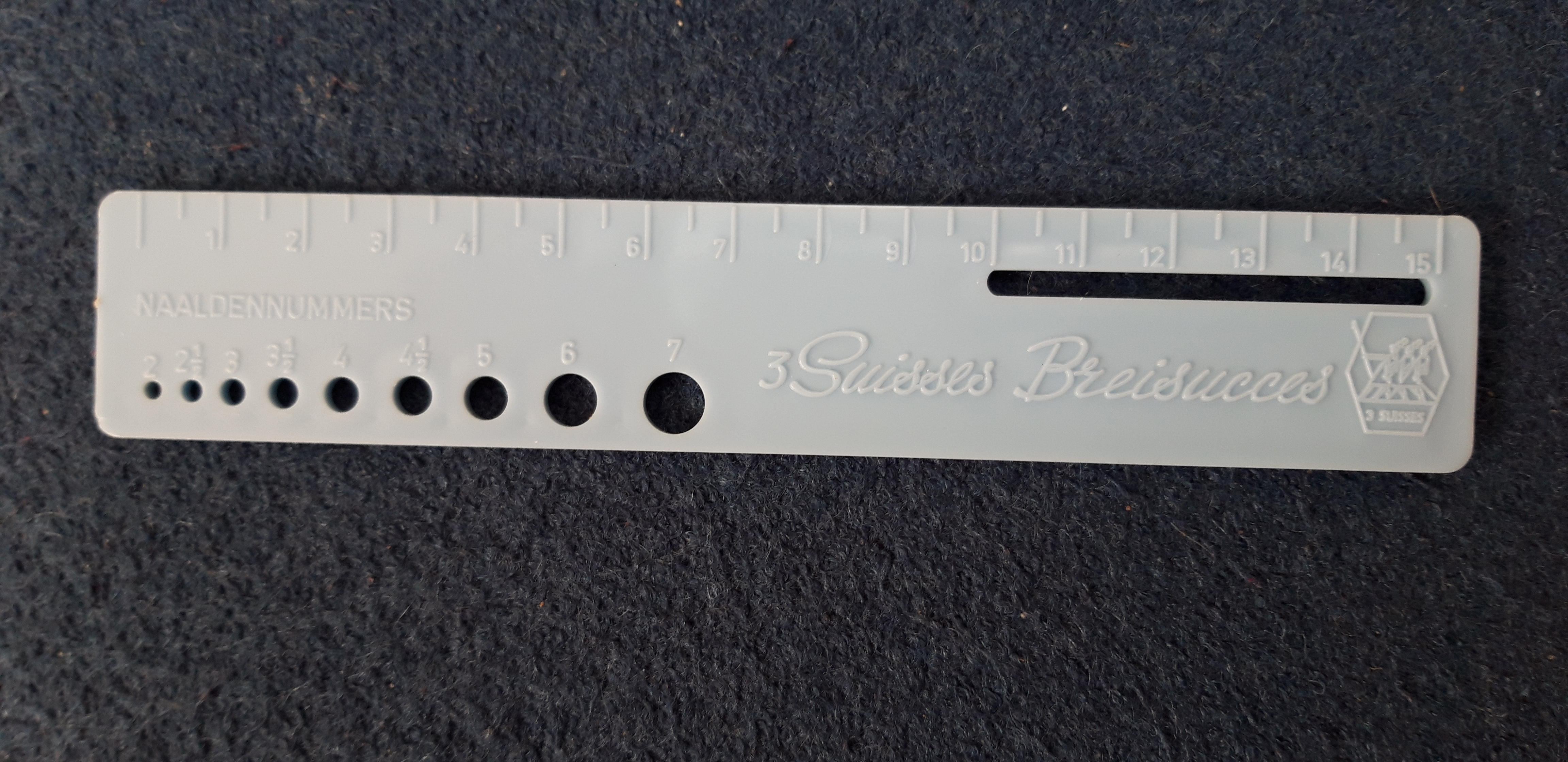
Naalddiktemeter van het merk 3 Suisses

## Belang van de maat van de naalden
Bij het breien of haken van een patroon wordt de afmeting van de te gebruiken brei- of haaknaalden aangegeven. De maat staat ook aangegeven op de etiketten van brei- en haakgaren. Gebruik van een te grote of te kleine naald bij de uitvoering van zo een patroon, zal er toe leiden dat het eindresultaat te klein of juist te groot uitvalt. Gebruik van een te grote naald kan er ook toe leiden dat het garen sneller opraakt. De  in het patroon voorgeschreven hoeveelheid is dan mogelijk onvoldoende. 
Aan met name breinaalden is niet altijd te zien welke maat zij hebben. Een naalddikte meter is dan nodig om te bepalen wat de maat is. Veel breinaalden hebben echter knoppen aan één eind waarop de maat is vermeld. Aan rondbreinaalden is de maat niet te zien. 

Voor de juiste maatvoering verdient het echter altijd de voorkeur om ook een proeflapje te maken. 